# Tainophthalmina
Tainophthalmina es una subtribu de insectos coleópteros curculiónidos pertenecientes a la subfamilia Entiminae.  

## Géneros
- Amystax – Aspidiotes – Enaptorhinus – Lechrioderus – Protainophthalmus – Psalidimomphus – Tainophthalmus